# Kabinetsformatie Nederland 1921

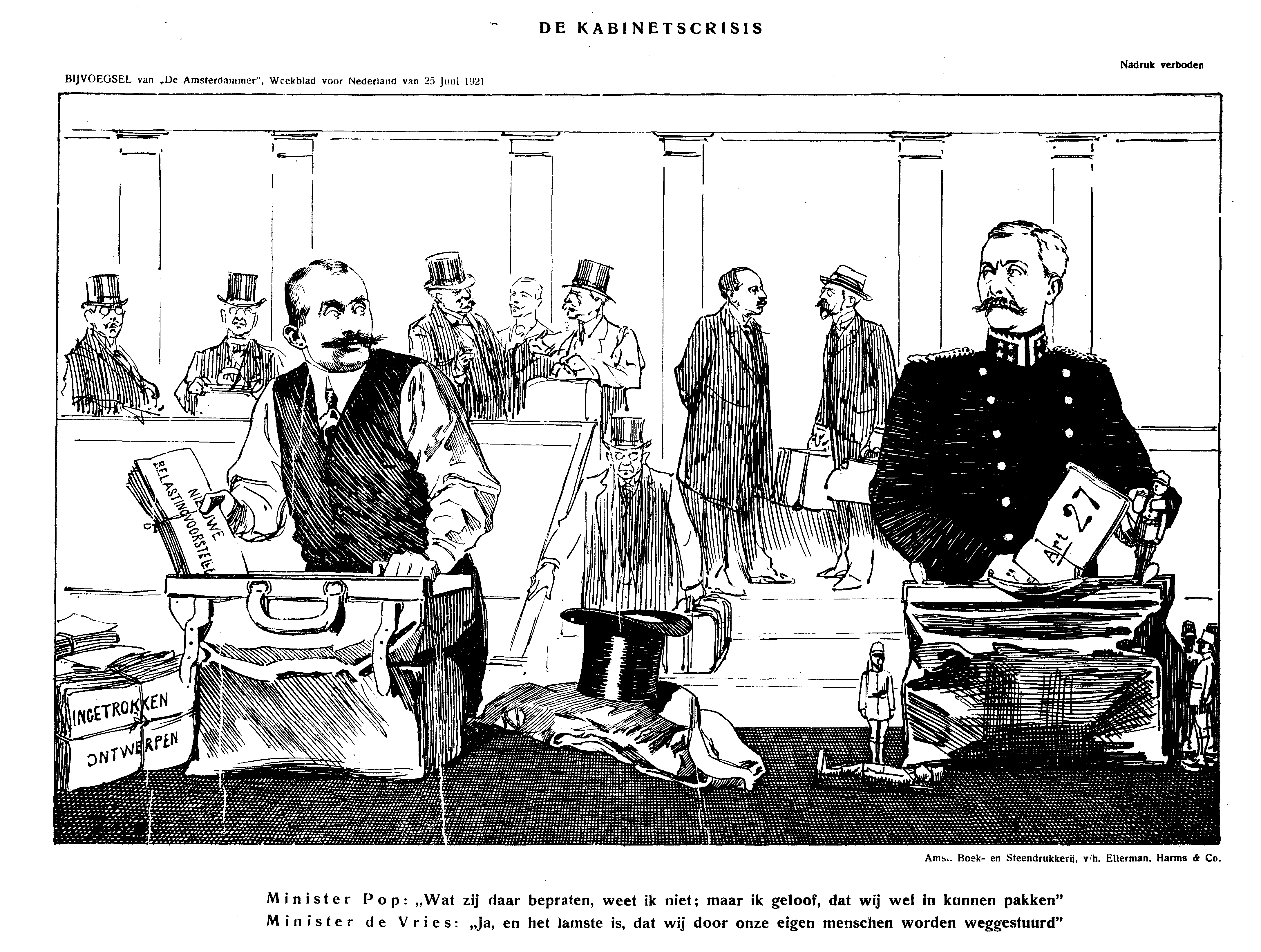
Spotprent van Johan Braakensiek in De Amsterdammer over de kabinetsformatie. Minister van Financiën Simon de Vries Czn (l) en minister van Oorlog en Marine Willem Frederik Pop stoppen hun voorstellen terug in de tas nadat deze door de Kamer verworpen zijn.

Een kabinetsformatie vond in Nederland plaats nadat het kabinet-Ruijs de Beerenbrouck I op 16 juni 1921 haar ontslag had  aangeboden. Aanleiding daarvoor waren ministerscrises rond minister van Financiën Simon de Vries Czn en minister van Oorlog Willem Frederik Pop. Tijdens de formatie vond minister-president en formateur Charles Ruijs de Beerenbrouck als vervangers respectievelijk Dirk de Geer en Jannes van Dijk. Daarnaast bereikten de rechtse partijen die het kabinet vormden — de Roomsch-Katholieke Staatspartij (RKSP), de Anti-Revolutionaire Partij (ARP) en de Christelijk-Historische Unie (CHU) — overeenstemming over de inhoudelijke twistpunten die ten grondslag lagen aan de ministerscrises. De twee vervangende ministers werden op 28 juli 1921 beëdigd, waarmee de formatie ten einde kwam.

## Achtergrond

Ministerraad van het kabinet-Ruijs de Beerenbrouck I in 1918. V.l.n.r. Idenburg, König, Aalberse, Ruijs de Beerenbrouck, Van Karnebeek, Van IJsselstein, Heemskerk, De Visser (half zichtbaar), Alting von Geusau en De Vries. Naudin ten Cate is verscholen.

Het kabinet-Ruijs de Beerenbrouck I kwam tot stand na de kabinetsformatie van 1918. Het stond onder leiding van de katholiek Charles Ruijs de Beerenbrouck. Het werd gesteund door de Roomsch-Katholieke Staatspartij (RKSP), de Anti-Revolutionaire Partij (ARP) en de Christelijk-Historische Unie (CHU), die samen vijftig van de honderd zetels in de Tweede Kamer hadden.
Een aantal ministers was voortijdig afgetreden. Minister van Marine Willem Naudin ten Cate (partijloos) trad op 20 februari 2019 omdat hem goede samenwerking met de Tweede Kamer onmogelijk leek. Hij werd opgevolgd door de antirevolutionaire advocaat Hendrik Bijleveld. Op 6 november 1919 stapte minister van Koloniën Alexander Willem Frederik Idenburg (ARP) om gezondheidsredenen. Simon de Graaff (partijloos) nam zijn plaats in. Op 5 januari traden Bijleveld en minister van Oorlog George August Alexander Alting von Geusau af, na conflicten met de Tweede Kamer over hun begrotingen. Op 31 maart 1920 werd beide ministeries ad interim overgenomen door luitenant-generaal Willem Frederik Pop.
Begin 1919 ontstond er een conflict tussen de ARP-fractie en minister van Financiën Simon de Vries Czn (ARP). Ruijs de Beerenbrouck bemiddelde persoonlijk in het conflict en frequente besprekingen werden gehouden om vraagpunten tussen kabinet en fractie op te lossen. Deze problematische verhoudingen tussen Kamer en De Vries Czn hielden aan tot in 1921. Op 13 mei 1921 werd zijn wijziging van de wet op de grondbelasting verworpen. Dit tastte de positie van De Vries Czn en het kabinet aan. Het lukte de drie fracties niet tot een oplossing te komen. Een maand later werd een wijziging van de dienstplichtwet van Pop verworpen. Pop was het vertrouwen verloren van de antirevolutionairen en christelijk-historischen. Hierdoor zat de samenwerking tussen de drie fracties en kabinet helemaal vast. Op 16 juni 1921 bood daarom Ruijs de Beerenbrouck het ontslag van het kabinet aan.

## Formateur Ruijs de Beerenbrouck

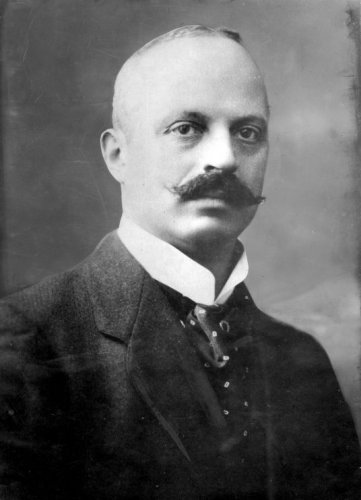
Formateur Charles Ruijs de Beerenbrouck.

Koningin Wilhelmina stuurde direct aan op een reconstructie van het kabinet. Ze nodigde zelfs alleen ministers en rechtse fractieleiders uitnodigde. Zij vroeg de partijen of zij de samenwerking wilden voortzetten, waar zij positief op reageerden. Wilhelmina wilde Ruijs de Beerenbrouck op 22 juni aanwijzen als formateur, maar hij wilde dit alleen doen als ook de fractieleiders gehoord waren. SDAP-leider Jan Schaper adviseerde een burgerlijk kabinet met zijn partij in de oppositie, terwijl LU-leider Pieter Rink en VDB-leider Henri Marchant de voorkeur geven aan voortzetting van het kabinet. Nadat deze adviezen binnengekomen waren, nam Ruijs de Beerenbrouck op 28 juni formeel de opdracht aan.
Ruijs de Beerenbrouck was al aan de slag gegaan. Hem was duidelijk geworden dat De Vries Czn niet kon aanblijven. Nadat hij sprak met De Vries Czn over mogelijke vervanging bood hij zelf ontslag. Ruijs de Beerenbrouck benaderde Leonardus Trip en Gerard Vissering, maar zij weigerden. De christelijk-historische Dirk de Geer werd vervolgens bereid gevonden. Om Pop te vervangen bood Ruijs de Beerenbrouck op 8 juli Oorlog en Marine aan aan Colijn. Hij kon zich niet vinden in het defensiebeleid vinden en wenste een sterkere defensie. Daarnaast was hij van mening dat het beter was als nieuwe verkiezingen uitgeschreven werden om zo de rechtse meerderheid te verkrijgen, in plaats van voortzetten van het kabinet. Na Colijns weigering vond Ruijs de Beerenbrouck de antirevolutionaire Jannes van Dijk voor het ministerschap.
Tussen het kabinet en fracties was contact over de inhoudelijke twistpunten die tot de crisis geleid hadden. de fracties gingen akkoord met een nota over defensie van Van Dijk, inclusief afspraken over de dienstplichtwet. De fracties kwamen ook overeen de algemene uitgaven te beperken. Op 26 juli gaven De Geer en Van Dijk daarom definitief aan hun ambten te aanvaarden en op 28 juli werden zij beëdigd. Daarmee hervatte het kabinet haar werk.

## Nasleep
Het kabinet bleef aan tot na de Tweede Kamerverkiezingen 1922. Het kabinet verkreeg toen een meerderheid van zestig zetels, ondanks de waarschuwingen van Colijn dat vervroegde verkiezingen in 1921 beter zouden zijn. Vanwege de verkregen meerderheid wilde het kabinet geen ontslag aanbieden, maar werd hier uiteindelijk wel door de koningin toe gedwongen. Na de kabinetsformatie van 1922 volgde het kabinet-Ruijs de Beerenbrouck II, wat op een paar ministers na een voortzetting was.

## Bron
- Puchinger, G. (1970). Colijn en het einde van de coalitie I. De geschiedenis van de kabinetsformaties 1918-1924. J.H. Kok N.V. Kampen. ISBN 9789024215386.